# Suffasia
Suffasia is een geslacht van spinnen uit de familie mierenjagers (Zodariidae).

## Soorten
Het geslacht kent de volgende soorten:
- Suffasia attidiya Benjamin & Jocqué, 2000
- Suffasia kanchenjunga Ono, 2006
- Suffasia keralaensis Sudhikumar, Jocqué & Sebastian, 2009
- Suffasia mahasumana Benjamin & Jocqué, 2000
- Suffasia martensi Ono, 2006
- Suffasia tigrina (Simon, 1893)
- Suffasia tumegaster Jocqué, 1992